# Kurganmašzavod
Kurganmašzavod (in russo Курганский машиностроительный завод?, Kurganskij mašinostroitel’nyj zavod, abbreviato in Курганмашзаво́д, lett. "Fabbrica di costruzione di macchine di Kurgan") è una azienda industriale attiva nel campo delle produzioni meccaniche situata a Kurgan, in Russia. Fondata nel 1950 nel periodo dell'Unione Sovietica, divenne rapidamente una delle più  importanti imprese dell'industria degli armamenti, producendo soprattutto veicoli a motore e veicoli da combattimento meccanizzati per l'esercito sovietico.
Dopo la dissoluzione dell'Unione Sovietica, ha continuato a produrre mezzi militari per l'esercito russo, in particolare il nuovo veicolo da combattimento per la fanteria BMP-3, e ha incrementato la sua attività con l'inizio della guerra russo-ucraina nel 2022. 

## Storia
I dirigenti dell'Unione Sovietica decisero fin dal 1939 di costruire una grande fabbrica di meccanica a Kurgan, nella regione occidentale della Siberia, per la produzione inizialmente di gru pesanti per lavorazioni industriali; questi programmi tuttavia, dopo l'inizio dei lavori di edificazione dello stabilimento nel 1940, furono rapidamente abbandonati all'inizio della seconda guerra mondiale e solo nel 1947 il governo sovietico autorizzò i finanziamenti necessari per riprendere la costruzione della fabbrica a Kurgan.

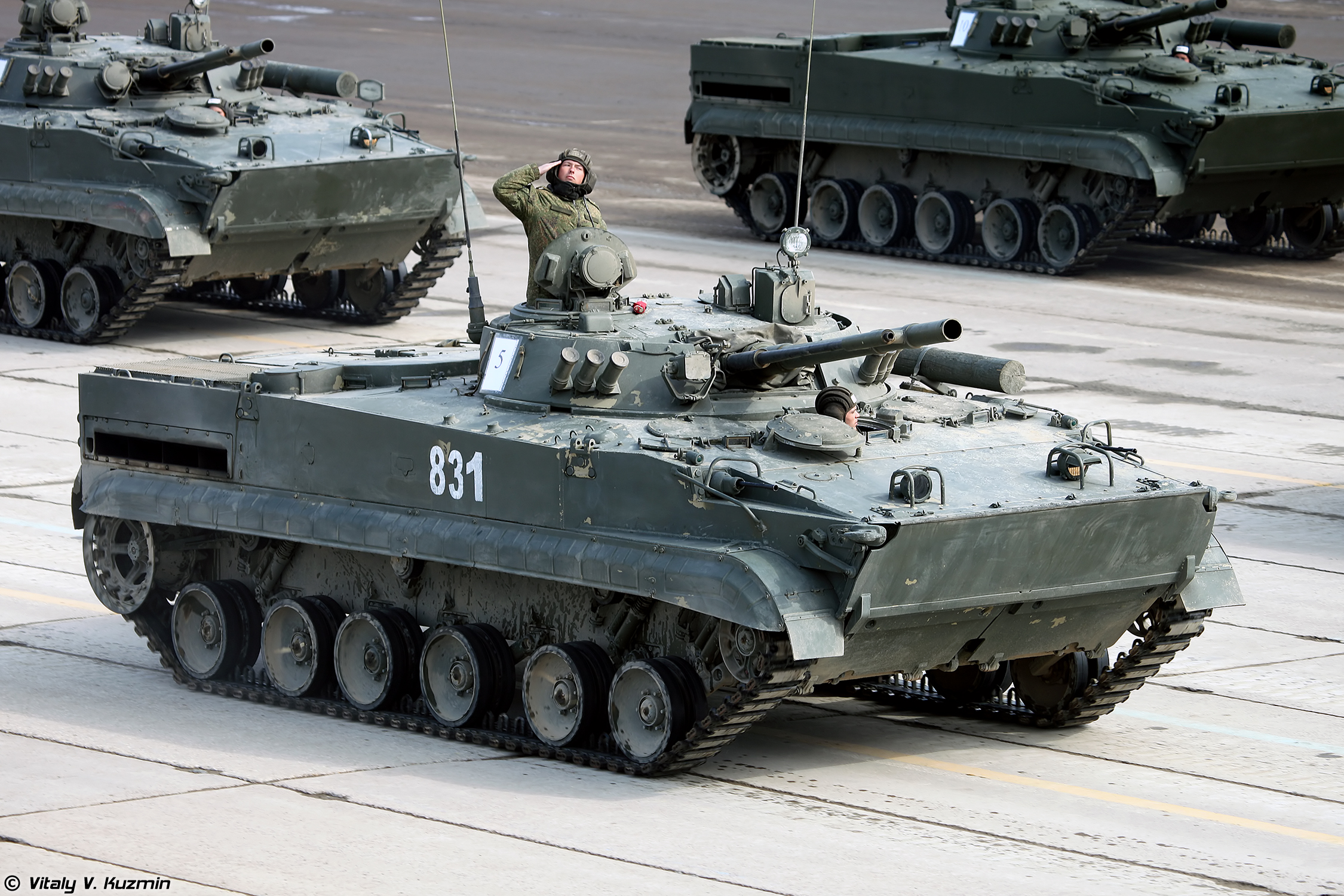
Il veicolo da combattimento della fanteria BMP-3 dell'esercito russo.

Dopo queste difficoltà iniziali, nel 1950 finalmente l'impianto venne completato e diede inizio alla produzione di gru di vari modelli e di altri macchinari connessi alle lavorazioni industriali; nel 1954 la fabbrica prese il nome di "Fabbrica di costruzione di macchine di Kurgan" (Kurganmašzavod) ed estese le sue attività, iniziando a produrre materiali per le forze armate, soprattutto trattori d'artiglieria per l'esercito sovietico. Nel 1966 la Kurganmašzavod iniziò la fase di massimo sviluppò delle sue attività nell'industria degli armamenti, passando a produrre in modo massiccio il BMP-1, il nuovo veicolo da combattimento della fanteria che in pochi anni avrebbe equipaggiato le unità meccanizzate dell'esercito sovietico; questo mezzo sarebbe stato prodotto fino al 1983 e sarebbe stato esportato in molte nazioni straniere oltre ad equipaggiare tutti gli eserciti del Patto di Varsavia.
Contemporaneamente alla produzione del BMP-1, la Kurganmašzavod nel 1980 progettò e iniziò a produrre una versione più moderna di veicolo da combattimento, il BMP-2, che entrò rapidamente in servizio in Unione Sovietica; nel 1987 infine la fabbrica mise in produzione anche il BMP-3, ancora più moderno ed efficiente, che ha costituito da questo momento il prodotto principale dell'impianto. Il BMP-3 è stato esportato in altri paesi e la produzione è continuata anche dopo la dissoluzione dell'Unione Sovietica; il veicolo fa parte dell'equipaggiamento principale dell'esercito russo. Negli anni 2000, la Kurganmašzavod è entrata a far parte del gruppo Rostec e ha continuato a sviluppare la produzione militare fornendo all'esercito russo, oltre al BMP-3, altri due mezzi motorizzati specializzati, il BMD-4 e il BTR-MDM. Oltre alla produzione di armamenti, la fabbrica è attiva anche nelle attività civili, con costruzione e vendita di una serie di attrezzature per l'industria e l'edilizia, tra cui pale meccaniche di vari modelli.
Con l'invasione russa dell'Ucraina e la guerra prolungata e logorante tra Russia e Ucraina, la Kurganmašzavod, elemento importante del complesso militare industriale russo, è stata quasi immediatamente sottoposta a sanzioni da parte degli Stati Uniti e delle principali potenze occidentali. Le attività produttive della fabbrica tuttavia si sono espanse fortemente in questa fase per rispondere alle esigenze del Ministero della Difesa di Mosca che ha richiesto di accelerare al massimo la produzione e la fornitura dei veicoli BMP-3 e di altri mezzi specializzati richiesti dall'esercito russo per far fronte alle crescenti esigenze belliche; la Kurganmašzavod è impegnata a incrementare al massimo la produzione nel suo stabilimento di Kurgan.

## Onorificenze
Sovietiche